# Shades of Blue (musikalbum av Calle & The Undervalleys)
Shades of Blue är ett album med Calle & The Undervalleys från 2009.

## Låtlista
1. Given Up On Love - 4.25
2. Throw Yourself To the Ground - 5.25
3. Be Mine - 3:01
4. Wave of the Grape - 5.10
5. Soul Satisfaction - 6.03
6. Come Our Way - 4.51
7. Pleasure Tool - 3.06